# Opravdové zločiny
Opravdové zločiny je true crime podcast, jeden z nejposlouchanějších českých podcastů posledních let. Zaměřuje se na kriminální příběhy ze světové i české scény. Vychází jednou týdně, jednotlivé díly trvají zhruba hodinu. První díl podcastu byl zveřejněn 2. února 2020, jeho tvůrkyněmi jsou Barbora Krčmová a Lucie Bechynková.

## Charakteristika
První díl vyšel dne 2. února 2020. Při vzniku vycházely dva díly týdně, to se změnilo v roce 2021, od té doby vychází díl jednou týdně, a to v neděli, v 18:00.
Jednotlivé díly začínají tzv. updatem buď k již zmiňovanému případu, nebo úvodní zajímavostí. Většinou jsou probrány dva případy, ojediněle se jedná o více případů. V roce 2022 se přidal policejní kalendář, ve kterém jsou odhaleny různé nedořešené případy z České republiky. Vyzývají tak posluchače k případné kooperaci při jejich řešení.
Fanoušci vytvořili komunitu tzv. „Zločinožrouti“, kteří se také mohou podělit o své kriminální nebo nadpřirozené příběhy.
Autorky podcast prokládají vtipnými historkami ze života či z práce v rádiu. Zároveň autorky k vážným tématům přistupují s respektem.
V září 2021 vydala Lucie Bechynková knihu Opravdové zločiny. V roce 2022 vyšla kniha Opravdové zločiny 2 a kniha Vrah je v každém z nás. Již čtvrtá kniha vyšla v roce 2023 s názvem Ženy zločinu.

## Úspěchy
V roce 2021 pořad Opravdové zločiny získal cenu Autorský podcast v anketě Podcastu roku a také se umístili na 2. místě v kategorii Podcast roku v anketě Křišťálová Lupa. Vítězství v soutěži Podcast roku v kategorii Autorský podcast získal i v roce 2022.

## Seznam dílů
| #   | Název                                                        | Stopáž  | Vydáno             |
| --- | ------------------------------------------------------------ | ------- | ------------------ |
| 1   | Miluj svého únosce                                           | 24 min  | 2. února 2020      |
| 2   | Milk Carton Kids                                             | 25 min  | 9. února 2020      |
| 3   | Vrah přiznavač                                               | 23 min  | 16. února 2020     |
| 4   | Dirty John                                                   | 26 min  | 23. února 2020     |
| 5   | Making a murderer                                            | 42 min  | 1. března 2020     |
| 6   | Napravený novinář                                            | 31 min  | 8. března 2020     |
| 7   | Duchařská záhada                                             | 28 min  | 15. března 2020    |
| 8   | Lid vs. O.J. Simpson                                         | 46 min  | 22. března 2020    |
| 9   | Nevinný                                                      | 49 min  | 2. března 2020     |
| 10  | Československý speciál                                       | 16 min  | 5. dubna 2020      |
| 11  | Madeleine McCann                                             | 43 min  | 12. dubna 2020     |
| 12  | Záhada hory mrtvých                                          | 9 min   | 15. dubna 2020     |
| 13  | Doktor Smrt                                                  | 22 min  | 19. dubna 2020     |
| 14  | Zodiac                                                       | 24 min  | 22. dubna 2020     |
| 15  | Prokletí Kennedyho rodiny                                    | 18 min  | 26. dubna 2020     |
| 16  | Grace Kelly                                                  | 15 min  | 29. dubna 2020     |
| 17  | Malý kanibal                                                 | 20 min  | 3. května 2020     |
| 18  | Bořičky mýtů!                                                | 15 min  | 6. května 2020     |
| 19  | Bostonský škrtič                                             | 29 min  | 10. května 2020    |
| 20  | Český speciál                                                | 50 min  | 13. května 2020    |
| 21  | Americký fotbal                                              | 24 min  | 17. května 2020    |
| 22  | Vysoká hra                                                   | 19 min  | 20. května 2020    |
| 23  | Little Miss & Hotel Cecil                                    | 30 min  | 24. května 2020    |
| 24  | Ted Bundy                                                    | 39 min  | 27. května 2020    |
| 25  | Strýček Hubert a Irena Čubírková                             | 32 min  | 31. května 2020    |
| 26  | Panamské zmizení & Jonstown                                  | 25 min  | 3. června 2020     |
| 27  | Anders Breivik                                               | 39 min  | 7. června 2020     |
| 28  | Charles Manson                                               | 46 min  | 10. června 2020    |
| 29  | Samův syn & Andrej Čikatilo                                  | 31 min  | 14. června 2020    |
| 30  | Madeleine McCann II.                                         | 36 min  | 17. června 2020    |
| 31  | Petr Kramný a host Klára Long Slámová                        | 74 min  | 21. června 2020    |
| 32  | Panenkář a Bodomské vraždy                                   | 35 min  | 24. června 2020    |
| 33  | Amanda Knox & Kanadská záhada                                | 36 min  | 28. června 2020    |
| 34  | Trhlina & Gypsy Rose Blanchard                               | 42 min  | 1. července 2020   |
| 35  | Green River Killer & Dětští vrazi                            | 38 min  | 5. července 2020   |
| 36  | Šachovnicový vrah & Zmizelí v Albánii                        | 24 min  | 8. července 2020   |
| 37  | Matthew Hoffman & Bathory                                    | 32 min  | 12. července 2020  |
| 38  | Golden State Killer & Belle Gunnes                           | 27 min  | 15. července 2020  |
| 39  | Don’t fu*k with cats & Vražda na letním táboře               | 51 min  | 19. července 2020  |
| 40  | Columbian High School masakr & Dennis Nilsen                 | 32 min  | 22. července 2020  |
| 41  | Natascha Kampusch & Bílinská vražda                          | 32 min  | 26. července 2020  |
| 42  | Xavier Dupont de ligonnès & Rodney Alcala                    | 30 min  | 29. července 2020  |
| 43  | Vaše tajemné příběhy                                         | 42 min  | 2. srpna 2020      |
| 44  | Štefan Svitek & Jogínská vražda                              | 21 min  | 5. srpna 2020      |
| 45  | Pavel Peca & Sirotek Natalie Grace                           | 28 min  | 9. srpna 2020      |
| 46  | Richard Chase & Les sebevrahů                                | 24 min  | 12. srpna 2020     |
| 47  | Olga Hepnarová & Vraždy slavných                             | 35 min  | 16. srpna 2020     |
| 48  | Mnichovský masakr & Yara Gambirasio                          | 31 min  | 19. srpna 2020     |
| 49  | Oscar Pistorius & Pedro Lopez                                | 49 min  | 23. srpna 2020     |
| 50  | Vaše tajemné příběhy II.                                     | 26 min  | 26. srpna 2020     |
| 51  | Simona Monyová & Nevysvětlitelná zmizení                     | 27 min  | 30. srpna 2020     |
| 52  | Katherine Knight & Highway of tears                          | 26 min  | 2. září 2020       |
| 53  | Vrah stopařek & West Memphis Three                           | 45 min  | 6. září 2020       |
| 54  | Maura Murray & Sergej Tkač                                   | 29 min  | 9. září 2020       |
| 55  | Grim Sleeper & Black Dahlia & Obuvník                        | 36 min  | 13. září 2020      |
| 56  | Albert Fish & Toy Box Killer                                 | 26 min  | 16. září 2020      |
| 57  | H. H. Holmes & Otýlie Vranská                                | 36 min  | 20. září 2020      |
| 58  | Dennis McGuire & Lobster Boy                                 | 28 min  | 23. září 2020      |
| 59  | Vaše tajemné příběhy III.                                    | 45 min  | 27. září 2020      |
| 60  | Hello Kitty Murder & Uspávačka                               | 29 min  | 30. září 2020      |
| 61  | Matej Čurko & Boy in The Box                                 | 26 min  | 4. října 2020      |
| 62  | Záhada Hinterkaifeck & Bianca Devins                         | 37 min  | 7. října 2020      |
| 63  | Cutomu Mijazaki & Kim Wall                                   | 32 min  | 11. října 2020     |
| 64  | Robert Durst & Linda Andersen                                | 58 min  | 14. října 2020     |
| 66  | Chris Watts & Nightstalker                                   | 49 min  | 21. října 2020     |
| 67  | Vaše tajemné příběhy IV.                                     | 52 min  | 25. října 2020     |
| 65  | Junko Furuta                                                 | 17 min  | 28. října 2020     |
| 68  | Linda Hazzard & Acid Bath Killer                             | 32 min  | 28. října 2020     |
| 69  | Halloween speciál                                            | 47 min  | 1. listopadu 2020  |
| 70  | William Tyrrell & Jitka                                      | 35 min  | 4. listopadu 2020  |
| 71  | Rey Rivera & Candyman                                        | 42 min  | 8. listopadu 2020  |
| 72  | Doktor Mengele & R. Kelly                                    | 109 min | 11. listopadu 2020 |
| 73  | Dvojice ze Sunset Strip & Butcher Baker                      | 43 min  | 15. listopadu 2020 |
| 74  | Samuel Little & Ivan Milat                                   | 36 min  | 18. listopadu 2020 |
| 75  | Vaše tajemné příběhy V.                                      | 65 min  | 22. listopadu 2020 |
| 76  | Spartakiádní vrah & Natalee Holloway                         | 53 min  | 25. listopadu 2020 |
| 77  | Záhadná smrt v Carmelu & Vrazi z močálů                      | 71 min  | 28. listopadu 2020 |
| 78  | Jeffrey Dahmer & Josef Svoboda                               | 43 min  | 1. prosince 2020   |
| 79  | M.D. Villegas & Leonarda Cianciulli                          | 39 min  | 6. prosince 2020   |
| 80  | Marilyn Monroe & Sestry Papinovy                             | 43 min  | 9. prosince 2020   |
| 81  | Washingtonští snipeři & Václav Mrázek                        | 40 min  | 13. prosince 2020  |
| 82  | Německý kanibal & Anděl smrti                                | 32 min  | 16. prosince 2020  |
| 83  | Vánoční speciál                                              | 35 min  | 20. prosince 2020  |
| 84  | Vaše tajemné příběhy VI.                                     | 57 min  | 23. prosince 2020  |
| 85  | Kanadský řezník & Bobby Dunbar                               | 31 min  | 27. prosince 2020  |
| 86  | Ďábelský génius & Marie Fikáčková                            | 62 min  | 30. prosince 2020  |
| 87  | Bratři Menendezovi & Martin Roháč                            | 44 min  | 3. ledna 2021      |
| 88  | Jiří Popelka & Washingtonská elita                           | 39 min  | 6. ledna 2021      |
| 89  | Tragedie u Stéblové & Fantom z Heilbronnu                    | 43 min  | 10. ledna 2021     |
| 90  | Marcus Wesson & Nannie Dossová                               | 41 min  | 13. ledna 2021     |
| 91  | Grace Millane & Prcek mstitel                                | 47 min  | 17. ledna 2021     |
| 92  | Dněpropetrovští maniaci & Lisa Montgomery                    | 55 min  | 20. ledna 2021     |
| 93  | Paulette Gebara & Maria Gomez                                | 41 min  | 24. ledna 2021     |
| 94  | Colin Ireland & Prolhaný manžel                              | 44 min  | 27. ledna 2021     |
| 95  | Happy Face Killer & Uruguayští ragbisté                      | 52 min  | 3. ledna 2021      |
| 96  | Vaše tajemné příběhy VII.                                    | 61 min  | 3. února 2021      |
| 97  | Kalecia Williams & Patty Hearst                              | 43 min  | 7. února 2021      |
| 98  | Armie Hammer & Joe Metheny                                   | 40 min  | 10. února 2021     |
| 99  | Casey Anthony & Zoufalá manželka                             | 66 min  | 14. února 2021     |
| 100 | Největší bankovní loupež & UFO                               | 128 min | 17. února 2021     |
| 101 | Jodi Arias & Záhadný dům                                     | 63 min  | 21. února 2021     |
| 102 | Kendrick Johnson & Tim McLean                                | 47 min  | 24. února 2021     |
| 103 | Anděl smrti & Vraždící hippík                                | 53 min  | 3. února 2021      |
| 104 | Ledař & Gerald Stano                                         | 53 min  | 3. března 2021     |
| 105 | Sharon Lopatka & Juana Barraza                               | 43 min  | 7. března 2021     |
| 106 | Vaše tajemné příběhy VIII.                                   | 67 min  | 10. března 2021    |
| 107 | Helen Milner & Vězení ve sklepě                              | 47 min  | 14. března 2021    |
| 108 | Gerard J. Schaefer & Charles Schmid                          | 42 min  | 17. března 2021    |
| 109 | Dětské vražedkyně & Arthur Shawcross                         | 45 min  | 21. března 2021    |
| 110 | Sarah Everard & Jaroslav Oplíštil                            | 53 min  | 24. března 2021    |
| 111 | Morgan D. Harrington & Vladimír Lulek                        | 45 min  | 28. března 2021    |
| 112 | Béla Kiss & Anita Cobby                                      | 49 min  | 31. března 2021    |
| 113 | Brenda Spencer & Nebezpečí seznamek                          | 42 min  | 4. dubna 2021      |
| 114 | Ernesto Miranda & Jaroslav Gančarčík                         | 44 min  | 7. dubna 2021      |
| 115 | Karla F. Tucker & Jozef Slovák                               | 50 min  | 11. dubna 2021     |
| 116 | Natalie Wood & Stacey Lannert                                | 52 min  | 14. dubna 2021     |
| 117 | Gary Heidnik & Pamela Wojas                                  | 43 min  | 18. dubna 2021     |
| 118 | Michelle Carter & Rodina kanibalů                            | 59 min  | 21. dubna 2021     |
| 119 | Robert Bierenbaum & Blanche Monnier                          | 49 min  | 25. dubna 2021     |
| 120 | Fast Food Killer & Robert Napper                             | 49 min  | 28. dubna 2021     |
| 121 | Miroslav Rittich & Vlkodlak                                  | 40 min  | 2. května 2021     |
| 122 | Masakr v městečku Villisca & Vrah z Uberu                    | 38 min  | 5. května 2021     |
| 123 | Zmizení Mikea Williamse & Honeymoon Killer                   | 41 min  | 9. května 2021     |
| 124 | Alexis Sharkey & Hadden Clark                                | 47 min  | 12. května 2021    |
| 125 | Erich Thomas Hudec & Ezra McCandless                         | 42 min  | 16. května 2021    |
| 126 | Bunny Man & Robert Berchtold                                 | 63 min  | 19. května 2021    |
| 127 | Vaše tajemné příběhy IX.                                     | 64 min  | 23. května 2021    |
| 128 | Michel Fourniret & Suzane von Richthofen                     | 49 min  | 26. května 2021    |
| 129 | Alberto Sanchez Gomez & Marc Dutroux                         | 52 min  | 30. května 2021    |
| 130 | Ladislav Hojer & Tristan Bailey & Andres                     | 48 min  | 2. června 2021     |
| 131 | Hamiltonovi & Henry McCollum a Leon Brown                    | 50 min  | 6. června 2021     |
| 132 | Vrahové z údolí & Králové klobás                             | 42 min  | 9. června 2021     |
| 133 | Joel Guy Jr. & Marcel Petiot                                 | 43 min  | 13. června 2021    |
| 134 | J.C. Romand & Jaime Osuna & Tara Grinstea                    | 45 min  | 16. června 2021    |
| 135 | Manželé Warrenovi I. & Charles Albright                      | 47 min  | 20. června 2021    |
| 136 | Patrick Mackay & Manželé Warrenovi II.                       | 42 min  | 23. června 2021    |
| 137 | Sylvia Likens & Manželé Warrenovi III.                       | 49 min  | 27. června 2021    |
| 138 | Lisa McVey & Vražda pro Slander Mana                         | 35 min  | 30. června 2021    |
| 139 | Robert Eric Wone & Masakr v Cheshire                         | 39 min  | 4. července 2021   |
| 140 | Banskobystrický škrtič & Zmizení Adama                       | 36 min  | 11. července 2021  |
| 141 | Dennis Rader & Luis Colmenares                               | 52 min  | 18. července 2021  |
| 142 | Vaše tajemné příběhy X.                                      | 51 min  | 25. července 2021  |
| 143 | Thor Nis Christiansen & Mitsero Murders                      | 57 min  | 1. srpna 2021      |
| 144 | Brněnské vraždy & Michael Gargiulo & Karlie Guse             | 66 min  | 8. srpna 2021      |
| 145 | Bonnie a Clyde & Voodoo Murders & Orange Socks               | 58 min  | 15. srpna 2021     |
| 146 | Tarrare & Regina Walters & Lindy Chamberlain                 | 60 min  | 22. srpna 2021     |
| 147 | Záhada domu Winchesterů & Stacey Castor                      | 58 min  | 29. srpna 2021     |
| 148 | John Edward Robinson & Romana Zienertová                     | 63 min  | 5. září 2021       |
| 149 | Elyse Pahler & Kent Heitholt                                 | 48 min  | 12. září 2021      |
| 150 | Todd Kohlhepp & Charles R. Starkweather                      | 60 min  | 19. září 2021      |
| 151 | Donald Nappey Neilson & Anthony Spilotro                     | 55 min  | 26. září 2021      |
| 152 | Gabby Petito & Austin Harrouff & Robert Spangler             | 71 min  | 3. října 2021      |
| 153 | Isabelle Guzman & Knoflíkář                                  | 73 min  | 10. října 2021     |
| 154 | Steven Pladl & Angela Samota                                 | 60 min  | 17. října 2021     |
| 155 | Honzík Nejedlý & Brittany Williams                           | 56 min  | 24. října 2021     |
| 156 | Halloweenský speciál & Lowell Amos                           | 61 min  | 31. října 2021     |
| 157 | Černý papež & Ricky Kasso & Carl Tanzer                      | 61 min  | 7. listopadu 2021  |
| 158 | Speed Freak Killers & Tragédie kapely                        | 72 min  | 14. listopadu 2021 |
| 159 | Patrizia Reggiani & John Christie                            | 62 min  | 21. listopadu 2021 |
| 160 | Danyal Hussein & Phil Hartman & The Shampoo Killer           | 66 min  | 28. listopadu 2021 |
| 161 | Tajemství Marilyna Mansona & Herbert Mullin                  | 76 min  | 5. prosince 2021   |
| 162 | Joel Rifkin & Tiger Lady & Ali Nasser Abulaban               | 61 min  | 12. prosince 2021  |
| 163 | Vražda rodiny Tiedeových & Melanie McGuire                   | 67 min  | 19. prosince 2021  |
| 164 | Vaše tajemné příběhy XI.                                     | 52 min  | 22. prosince 2021  |
| 165 | Bruce Pardo & Kevin Strickland                               | 58 min  | 26. prosince 2021  |
| 166 | David Fuller & Vražedné šaty                                 | 51 min  | 2. ledna 2022      |
| 167 | Motorest U Kadrnožky & McKamey Manor                         | 67 min  | 9. ledna 2022      |
| 168 | Emma Walker & Elizabeth Wettlaufer                           | 62 min  | 16. ledna 2022     |
| 169 | Dorothea Puente & Jeremy Delle                               | 60 min  | 23. ledna 2022     |
| 170 | Randy Kraft & Marybeth Tinning                               | 60 min  | 30. ledna 2022     |
| 171 | Anita Knutson & Hanging Rock & Zdenka Mizerovská             | 63 min  | 6. února 2022      |
| 172 | Mason Greenwood & Kevin Dugar & Daniel Wozniak               | 65 min  | 13. února 2022     |
| 173 | Pam Hupp & Omaima Nelson                                     | 72 min  | 20. února 2022     |
| 174 | Ariel Castro & Charlene Downes                               | 66 min  | 27. února 2022     |
| 175 | Elisa Izquierdo & Ruth Judd                                  | 66 min  | 6. března 2022     |
| 176 | Cassie Jo Stoddart & Záhada ženy z Isdalenu                  | 66 min  | 13. března 2022    |
| 177 | Steven Benson & Daisy’s Destruction                          | 64 min  | 20. března 2022    |
| 178 | Amy Archer Gilligan & Samantha Josephson                     | 65 min  | 27. března 2022    |
| 179 | Lindsey Pearlman & Kimberly Clark Saenz & Peter Tobin        | 57 min  | 3. dubna 2022      |
| 180 | Liebeck vs. McDonald’s & Opuštěné děti & Jerry Brudos        | 72 min  | 10. dubna 2022     |
| 181 | Megan Huntsman & Michael Peterson                            | 59 min  | 17. dubna 2022     |
| 182 | Rozparovač z Gainesville & Sarah Stern                       | 54 min  | 24. dubna 2022     |
| 183 | Sante a Kenneth Kimes & Stephanie Isaacson & H.E. Greenwell  | 67 min  | 1. května 2022     |
| 184 | Noela Rukundo & Robert Tincher & Masakr v Calgary            | 62 min  | 8. května 2022     |
| 185 | Jack Rozparovač & Christopher Halliwell                      | 75 min  | 15. května 2022    |
| 186 | Brittany Murphy & Judy Buenoano                              | 76 min  | 22. května 2022    |
| 187 | Hannoverský řezník & Dianne Hood                             | 68 min  | 29. května 2022    |
| 188 | Judita a Tomáš & Jimmy Hoffa & Judith Barsi                  | 63 min  | 5. června 2022     |
| 189 | Jasmine Fiore & Michelle Knotek                              | 58 min  | 12. června 2022    |
| 190 | Nancy Crampton-Brophy & Traci Rhode                          | 53 min  | 19. června 2022    |
| 191 | Znásilnění démonem & Největší krádež umění                   | 70 min  | 26. června 2022    |
| 192 | Arthur Labinjo-Hughes & Útoky střelců v USA                  | 51 min  | 3. července 2022   |
| 193 | Kara Robinson Chamberlain & Rebecca Coriam                   | 68 min  | 10. července 2022  |
| 194 | Cindy James & Little Miss Nobody & Vaše tajemné příběhy XII. | 106 min | 13. července 2022  |
| 195 | Christy Giles & Mr Cruel                                     | 54 min  | 17. července 2022  |
| 196 | Záhada Stranger Things & Brittanee Drexel                    | 62 min  | 24. července 2022  |
| 197 | Prokletí rodiny Staynerových & Brittany Killgore             | 72 min  | 31. července 2022  |
| 198 | Sierah Joughin & Ronnie a Reggie Kray                        | 70 min  | 7. srpna 2022      |
| 190 | Nancy Crampton-Brophy & Traci Rhode                          | 53 min  | 19. června 2022    |
| 191 | Znásilnění démonem & Největší krádež umění                   | 70 min  | 26. června 2022    |
| 192 | Arthur Labinjo-Hughes & Útoky střelců v USA                  | 51 min  | 3. července 2022   |
| 193 | Kara Robinson Chamberlain & Rebecca Coriam                   | 68 min  | 10. července 2022  |
| 194 | Cindy James & Little Miss Nobody & Vaše tajemné příběhy XII. | 106 min | 13. července 2022  |
| 195 | Christy Giles & Mr Cruel                                     | 54 min  | 17. července 2022  |
| 196 | Záhada Stranger Things & Brittanee Drexel                    | 62 min  | 24. července 2022  |
| 197 | Prokletí rodiny Staynerových & Brittany Killgore             | 72 min  | 31. července 2022  |
| 198 | Sierah Joughin & Ronnie a Reggie Kray                        | 70 min  | 7. srpna 2022      |
| 199 | José Luis Calva & Manželé Campbellovi                        | 65 min  | 14. srpna 2022     |
| 200 | Kurt Cobain & Jim Morrison & Statek Pohádka                  | 92 min  | 21. srpna 2022     |
| 201 | Tatsuya Ichihashi & Angela Hammond                           | 61 min  | 28. srpna 2022     |
| 202 | Rodina Mijazawových & Tatiana Spitzner                       | 58 min  | 4. září 2022       |
| 203 | Ramis Jonuzi & Girl in the Box                               | 50 min  | 11. září 2022      |
| 204 | Colleen Ritzer & Kelly-Anne Bates                            | 79 min  | 18. září 2022      |
| 205 | Oklahoma Girl Scout II. & Charles Rogers                     | 74 min  | 25. září 2022      |
| 206 | Sophie Lancaster & Eliza Fletcher & Susan Wright             | 79 min  | 2. října 2022      |
| 207 | Joseph Massino & Christine Paolilla                          | 68 min  | 9. října 2022      |
| 208 | The Watcher & Lauren Agee                                    | 92 min  | 16. října 2022     |
| 209 | Raina Thaiday & Rodina Murdaughových                         | 72 min  | 23. října 2022     |
| 210 | Halloweenský speciál                                         | 71 min  | 30. října 2022     |
| 211 | Paige Doherty & Chloe Campbell & Ben Renick                  | 82 min  | 6. listopadu 2022  |
| 212 | Tracey Wigginton & Franklin Castle                           | 74 min  | 13. listopadu 2022 |
| 213 | Sherri Papini & Sikhovi & Sally Anne Bowman                  | 69 min  | 20. listopadu 2022 |
| 214 | Útěk z Alcatrazu & Leslie Herring                            | 74 min  | 17. listopadu 2022 |
| 215 | Edith McAlinden & Jemma Mitchell                             | 69 min  | 30. listopadu 2022 |
| 216 | Gary Gilmore & Anuj Bidve                                    | 64 min  | 4. prosince 2022   |
| 217 | Angela Rabotte & Cari Farver                                 | 58 min  | 7. prosince 2022   |
| 218 | Magalie Bamu & Ronald Gene Simmons                           | 69 min  | 11. prosince 2022  |
| 219 | Suzanne Capper & Rebecca Koster                              | 57 min  | 18. prosince 2022  |
| 220 | Helle Crafts & Lindy Biechler & Ryan Poston                  | 64 min  | 25. prosince 2022  |
| 221 | Lacey Allen Fletcher & Catherine Wells Burr                  | 61 min  | 14. ledna 2023     |
| 222 | Harry Uzoka & Henri Landru                                   | 80 min  | 8. ledna 2023      |
| 223 | Amelia Dyer & Peter Chapman                                  | 55 min  | 15. ledna 2023     |

### Externí zdroje
- Oficiální stránky
- Opravdové zločiny na Instagramu
- Opravdové zločiny na YouTube